# Білий Ліс (Потіївський район)
Білий Ліс (рос. Белый Лес) — колишній хутір у Потіївській волості Радомисльського повіту Київської губернії та Будилівській сільській раді Потіївського району Малинської, Коростенської і Волинської округ.

## Населення
У 1900 році в хуторі проживало 17 осіб, з них 7 чоловіків та 10 жінок; дворів — 3.

## Історія
В кінці 19 століття — селянський хутір Потіївської волості Радомисльського повіту Київської губернії. Відстань до центру повіту, м. Радомисль, де розміщувалася найближча поштово-телеграфна станція — 34 версти, до найближчої поштової земської станції, в Облітках — 19 верст, найближчої залізничної станції, Житомир — 55 верст. Землі — 24 десятини, належить селянам. Мешканці займалися, в основному, рільництвом, застосовувалося багатопілля.
У 1923 році хутір включено до складу новоствореної Будилівської сільської ради, котра, від 7 березня 1923 року, стала частиною новоутвореного Потіївського району Малинської округи. За іншими даними, хутір числиться на обліку в Будилівській сільській раді у вересні 1924 року.
Знятий з обліку населених пунктів до 1 жовтня 1941 року.